# Cyathophorum minus
Cyathophorum minus är en bladmossart som först beskrevs av J. D. Hooker och William M. Wilson, och fick sitt nu gällande namn av Fleischer 1908. Cyathophorum minus ingår i släktet Cyathophorum och familjen Hookeriaceae. Inga underarter finns listade i Catalogue of Life.